# Wewahitchka
Wewahitchka – miasto w Stanach Zjednoczonych, w stanie Floryda, w hrabstwie Gulf.